# Nguyên soái Ba Lan

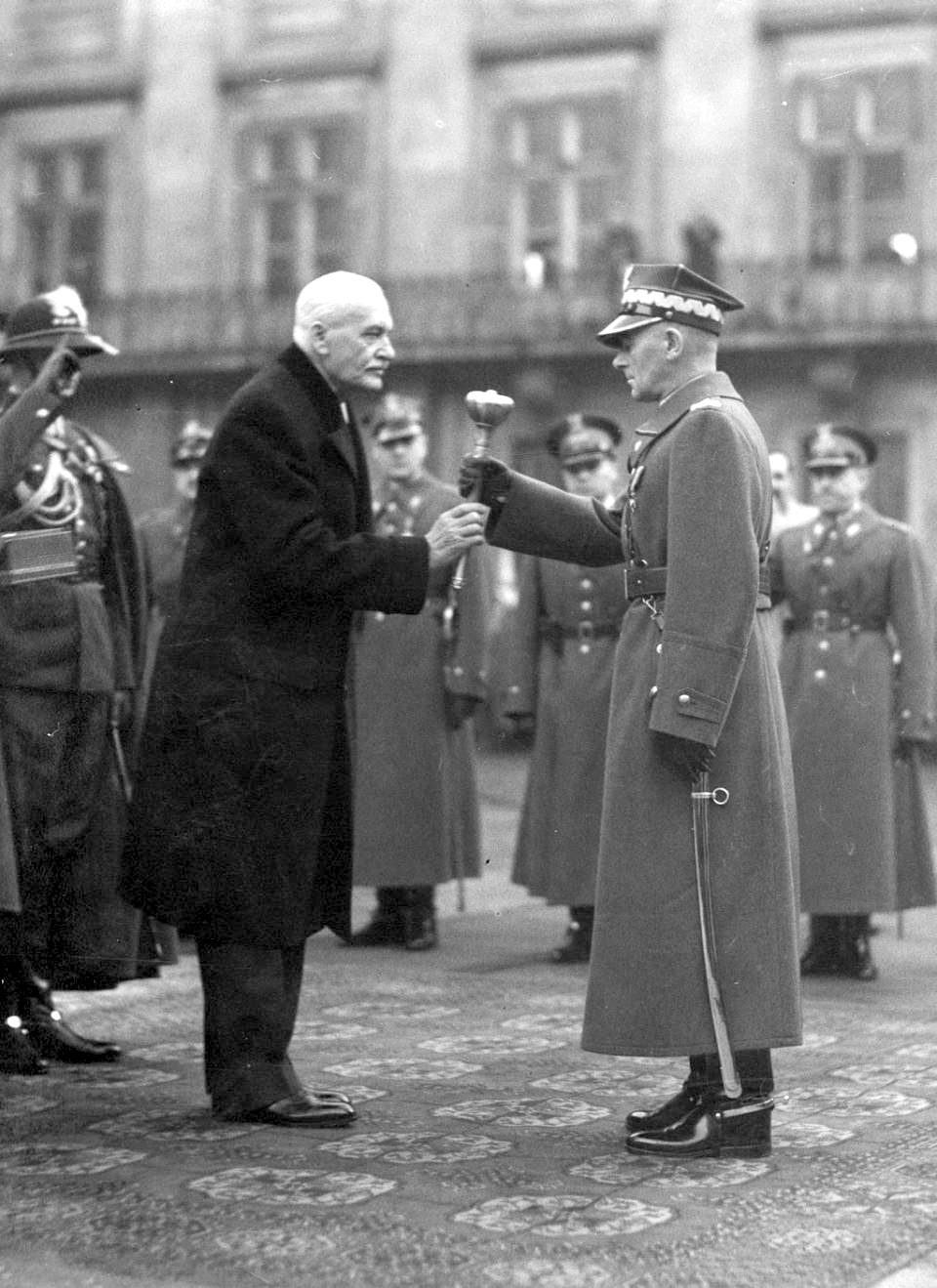
Rydz - Śmigły nhận gậy Nguyên soái từ Tổng thống Ba Lan Ignacy Mościcki, Warszawa, ngày 10 tháng 11 năm 1936.

Nguyên soái Ba Lan (tiếng Ba Lan: Marszałek Polski), còn gọi là Thống chế Ba Lan, là cấp bậc quân sự cao nhất trong Quân đội Ba Lan. Cấp bậc này được xếp hạng OF-10 trong hệ thống cấp bậc của NATO, tương đương cấp bậc Thống chế hoặc Thống tướng trong các lực lượng quân đội khác. Trong lịch sử, có 6 quân nhân đã từng thụ phong cấp bậc này, trong đó có 1 Thống chế Pháp và 1 Nguyên soái Liên Xô.
Ngày nay, cấp bậc Nguyên soái Ba Lan được xếp vào cấp bậc danh dự, chỉ phong vào thời chiến.

## Lịch sử
Cho đến sau Thế chiến thứ nhất, cấp bậc quân sự cao nhất của Ba Lan là Thượng tướng (generał broni). 
Ngày 19 tháng 3 năm 1920, với tư cách là Quốc trưởng, Tổng tư lệnh tối cao, Józef Piłsudski ra sắc lệnh tự phong mình cấp bậc "Đệ nhất Thống chế Ba Lan" (Pierwszego Marszałka Polski). Tuy nhiên, đến ngày 14 tháng 11 năm 1920, buổi lễ thụ phong cấp bậc Thống chế của ông mới được chính thức tổ chức tại tại Quảng trường Pháo đài ở Warszawa. Gậy thống chế (Buława), một biểu tượng của sức mạnh và sự trung thành tuyệt đối, đã được trao cho vị nguyên soái tự phong.
Ngày 13 tháng 4 năm 1923, Tổng thống Stanisław Wojciechowski đã phong cho Thống chế Pháp Ferdinand Foch, Tổng tư lệnh quân Đồng Minh trong Thế chiến thứ nhất, cấp bậc Nguyên soái Ba Lan. Trước đó, Foch cũng đã được phong cấp Thống chế Anh.
Vị nguyên soái thứ 3 được phong vào thời điểm căng thẳng trước Thế chiến thứ hai, Edward Śmigły-Rydz. Ông được Tổng thống Ignacy Mościcki phong hàm Nguyên soái ngày 10 tháng 11 năm 1936. Trên cương vị Tổng tư lệnh kế vị Józef Piłsudski, ông là người chịu trách nhiệm cho thất bại nhanh chóng của Ba Lan trước quân Đức. Đầu hàng, bị giam lỏng, đào tẩu và bí mật trở về Warszawa, ông cũng là vị Nguyên soái Ba Lan từ bỏ cấp bậc để cùng nhân dân kháng chiến với tư cách là một người lính.
Michał Rola-Żymierski là vị Nguyên soái Ba Lan đầu tiên của chính quyền Cộng hòa Nhân dân Ba Lan. Ông được phong cấp bậc vào ngày 3 tháng 5 năm 1945, khi tiếng súng của Thế chiến thứ hai vẫn còn chưa dứt hẳn. Ông cũng là vị Nguyên soái Quân đội Nhân dân Ba Lan qua đời cuối cùng, 3 tháng sau khi chính quyền Cộng hòa Nhân dân Ba Lan sụp đổ.
Tháng 10 năm 1949, Nguyên soái Liên Xô Konstanty Rokossowski, Tư lệnh các lực lượng vũ trang Xô viết đóng tại Ba Lan, được cử là Bộ trưởng Quốc phòng Ba Lan. Ông được phong quân hàm Nguyên soái Ba Lan vào ngày 5 tháng 11 năm 1949.
Vị Nguyên soái Ba Lan cuối cùng là Marian Spychalski, thụ phong ngày 7 tháng 10 năm 1963. Ông cũng là vị Nguyên soái có chức vụ nhà nước cao nhất: Chủ tịch Hội đồng Nhà nước Ba Lan (1968-1970).
Trong những năm 1970, 1980, từng có kế hoạch phong hàm Nguyên soái cho Đại tướng Wojciech Jaruzelski, Bộ trưởng Quốc phòng Ba Lan. Tuy nhiên, vì nhiều lý do và cũng vì do chính Wojciech Jaruzelski từ chối, nên việc không thành..
Hiện tại, cấp bậc cao nhất trong quân đội Ba Lan là Đại tướng. Người gần nhất được thụ phong cấp bậc này là Leszek Surawski, thụ phong ngày 1 tháng 3 năm 2018, Tổng tham mưu trưởng Quân đội Ba Lan.

## Danh sách các Nguyên soái Ba Lan
| #  | Tên                                | Thụ phong         | Ghi chú |
| -- | ---------------------------------- | ----------------- | --- |
| 1. | Józef Piłsudski (1867–1935)        | 19 tháng 3, 1920  | Đệ nhất Thống chế Ba Lan (tự phong)                                                                                   |
| 2. | Ferdinand Foch (1851–1929)         | 13 tháng 4, 1923  | Tổng chỉ huy quân Đồng Minh trong Thế chiến thứ nhất tại Mặt trận phía Tây, Thống chế Pháp và Thống chế Anh (danh dự) |
| 3. | Edward Rydz-Śmigły (1881–1941)     | 10 tháng 11, 1936 | Tự rời bỏ cấp bậc năm 1940.                                                                                           |
| 4. | Michał Rola-Żymierski (1890–1989)  | 3 tháng 5, 1945   | Nguyên soái Cộng hòa Nhân dân Ba Lan đầu tiên                                                                         |
| 5. | Konstantin Rokossovsky (1896–1968) | 5 tháng 11, 1949  | Nguyên soái Liên Xô                                                                                                   |
| 6. | Marian Spychalski (1906–1980)      | 7 tháng 10, 1963  | Nguyên soái cuối cùng. Chủ tịch Hội đồng Nhà nước Ba Lan (1968-1970)                                                  |